# Israel Finkelstein
Israel Finkelstein (Tel Aviv, 29 de marzo de 1949) es un arqueólogo y académico israelí, director del Instituto de Arqueología de la Universidad de Tel Aviv y corresponsable de las excavaciones en Megido (25 estratos arqueológicos, que abarcan 7000 años de historia) al norte de Israel. Se le deben igualmente importantes contribuciones a los recientes datos arqueológicos sobre los primeros israelitas en Palestina (excavaciones de 1990) utilizando un método que utiliza la estadística (exploración de toda la superficie a gran escala, de la cual se extraen todos los signos de vida, luego se data y se cartografía por fecha) que permitió el descubrimiento de la aparición de la primera cultura israelita hacia el 1200 a. C. sobre las tierras altas de Judea y Samaria.
Finkelstein y Neil Asher Silberman (director histórico del centro Ename de Bruselas por la arqueología y la herencia pública) son los autores de la obra La Biblia desenterrada: una nueva visión arqueológica del antiguo Israel y de los orígenes de sus textos sagrados, y de David y Salomón: en busca de los reyes sagrados de la Biblia y de las raíces de la tradición occidental. Los autores afirman que la investigación arqueológica no justifica la versión que la Biblia da del origen de la identidad israelita y de su historia.

## Enlaces
- La Biblia desenterrada
- La Biblia desenterrada (en inglés)

- Datos: Q726264
- Multimedia: Israel Finkelstein / Q726264